# Gökırmak
Der Gökırmak ist ein linker Nebenfluss des Kızılırmak im Norden der Türkei.
Gökırmak bedeutet übersetzt „Blauer Fluss“. Der Gökırmak hieß in der Antike Amnias.  
Der Fluss entspringt im Westpontischen Gebirge westlich von Daday. Er fließt in überwiegend östlicher Richtung durch die Provinzen Kastamonu und Sinop. Der Gökırmak verläuft zwischen den beiden  Gebirgszügen Küre Dağları im Norden und Ilgaz Dağları im Süden. Die Provinzhauptstadt Kastamonu liegt südlich des Flusslaufs. Der Gökırmak passiert die Stadt Taşköprü. Die Stadt Boyabat liegt am Südrand des Gökırmak-Tals. Östlich von Durağan mündet der Gökırmak schließlich unterhalb der Boyabat-Talsperre in den Kızılırmak. Der Gökırmak hat eine Länge von 221 km.